# Arrivò l'alba
Arrivò l'alba (Never Let Me Go) è un film del 1953 diretto da Delmer Daves.

## Trama
Durante la guerra fredda il giornalista statunitense Philip Sutherland torna in Russia dove ad attenderlo è Marya, una ballerina di danza classica che lo ama e che è pronta a sposarlo. Ma i rapporti tra il Paese sovietico e quelli occidentali sono ostili; il governo russo vieta il matrimonio tra russi e stranieri e non concede permessi di espatrio ai propri connazionali. I due decidono di sposarsi ugualmente all'ambasciata americana di Mosca, dove gli unici presenti, nonché testimoni, sono la moglie dell'ambasciatore e l'amico di Philip, Steve Quillan, giornalista radiofonico.
In viaggio di nozze a Tallinn, durante un bagno notturno estivo incontrano una vecchia amica di Marya, Svetlana, e suo marito Denny, tecnico militare inglese, anch'essi in attesa del visto di espatrio di lei. Nella casa in cui alloggiano irrompe la polizia russa e con una scusa impone l'espatrio di Denny, che raccomanda ai due amici di avere cura di Svetlana, la quale attende un bambino. Circa un anno dopo, subito dopo la nascita del piccolo, le autorità russe rilasciano il permesso di espatrio di Philip e Marya, ma non di Svetlana. All'aeroporto, mentre Philip viene fatto salire sull'aereo, Marya viene fermata dalle autorità; Philip cerca di raggiungerla ma viene fermato con la forza, partendo così per l'Inghilterra da solo; inoltre gli viene vietato il ritorno a causa dei suoi articoli filo-occidentali.
Va in Cornovaglia da Denny per cercare una soluzione; durante una visita al porto incontra il calafato Joe, intento a riparare un battello olandese. Da qui l'illuminazione: compra il battello e assume Joe, intenzionato ad attraversare il mar Baltico fino a raggiungere Tallinn; qui verranno prelevate di nascosto le donne e torneranno in Inghilterra.
Dopo un iniziale rifiuto per non mettere in pericolo il figlio, Denny viene a conoscenza che il neonato è morto a causa di una polmonite e decide così di rischiare.
I tre s'imbarcano in direzione Tallinn. Il punto di contatto tra i coniugi è dato da Steve Quillan, che durante le sue quotidiane trasmissioni radiofoniche trasmette dei messaggi in codice ai due uomini. L'appuntamento è la notte del 14 agosto al largo della costa di Tallin, dove potranno incontrarsi indisturbati tra la folla di nuotatori notturni.
All'appuntamento, però, arriva soltanto Svetlana; Marya è stata infatti trattenuta in teatro a causa di uno spettacolo straordinario, dato per l'arrivo di un alto generale. Philip decide di raggiungerla; nella spiaggia ruba le uniformi di un colonnello medico. Entrato a teatro, durante i saluti finali, Marya lo vede e sviene. Philip corre a soccorrerla, e facendo credere di essere il medico, la carica su un'automobile e la porta via. Subito dopo una ballerina, che conosceva l'uomo, avverte le autorità russe sulla sua vera identità. Nell'inseguimento Philip tenta il tutto per tutto lanciandosi con l'auto dal molo. Nascostisi tra le barche, i due raggiungono a nuoto il battello.

## Produzione
Nel film vengono mostrati brevi filmati di repertorio raffiguranti i festeggiamenti di Mosca alla fine della seconda guerra mondiale e un congresso con Stalin e i politici sovietici Vorošilov, Malenkov e Molotov.

### Luoghi delle riprese
Gli esterni vennero girati in Cornovaglia, più precisamente a Mevagissey, Mullion e Newquay.

## Critica
Leo Pestelli sulle pagine de La Stampa criticò aspramente il film, asserendo che «...raramente la propaganda combinata col romanzo ha prodotto un film più assurdo di questo. Interessante appunto come documento d'ingenuità cinematografica».